# LAMOST

Порівняння розмірів дзеркал відомих телескопів. LAMOST показаний червоним кольором.

LAMOST (англ. Large Sky Area Multi-Object Fibre Spectroscopic Telescope, «багатооб'єктний оптоволоконний спектроскопічний телескоп великої зони неба», кит.: 郭守敬望远镜, телескоп Ґо Шоуцзіна) — телескоп на Сінлунській спостережній станції у провінції Хебей в Китаї, основною ціллю якого є спектроскопічний огляд мільйонів зір Чумацького Шляху й мільйонів галактик. Телескопом керують Національні астрономічні обсерваторії у складі Китайської академії наук. Бюджет проєкту становить 235 мільйонів юанів.

## Оптика
LAMOST є рефлектором Шмідта з активною оптикою. Він має два дзеркала, кожне з яких складається з шестикутних гнучких сегментів розміром 1,1 метра. Первинне дзеркало MA складається з 24 сегментів, укладених у прямокутник розміром 5,72×4,4 м, являє собою коректор Шмідта. Майже плоске дзеркало MA відбиває світло на південь, вгору по великому похилому тунелю, що утворює кут 25° з горизонтом. В кінці тунелю світло потрапляє на більше сферичне фокусуюче дзеркало MB, що складається з 37 сегментів, укладених у прямокутник 6,67×6,09 м. Дзеркало MB спрямовує світло на фокальну площину діаметром 1,75 метра, що відповідає полю зору 5°. Фокальна площина покрита 4000 комірками для підключення оптичних волокон, кожна з яких живить оптичне волокно, що передає світло на один із шістнадцяти 250-канальних спектрографів.
На зображенні праворуч вгорі MB знаходиться у верхній частині лівої опорної колони вежі, а MA знаходиться під білим куполом праворуч на зображенні (сірий купол, крайній справа, — це непов'язаний телескоп). Спектрографи знаходяться всередині правої колони вежі.
Кожен спектрограф має дві ПЗЗ-камери 4k×4k, які використовують мікросхеми e2v CCD, із «синьою» (370—590 нм) і «червоною» (570—900 нм) сторонами. Телескоп також можна використовувати в режимі вищої спектральної роздільної здатності в діапазонах 510—540 і 830—890 нм.
Використання техніки активної оптики для керування відбиваючим коректором робить його унікальним астрономічним інструментом з точки зору поєднання великої апертури з широким полем зору. Велика фокальна площина може вміщувати до тисячі волокон, за допомогою яких зібране світло від далеких і слабких небесних об'єктів до 20,5 зоряної величини подається в спектрографи, що забезпечує дуже високу швидкість отримання спектру в десятки тисяч спектрів за ніч.

## Наукові цілі
Телескоп має провести огляд неба під назвою LEGUE («Експеримент LAMOST для галактичного розуміння та еволюції», LAMOST Experiment for Galactic Understanding and Evolution). Наукові цілі LAMOST включають:
- Позагалактичний спектроскопічний огляд для дослідження великомасштабної структури Всесвіту
- Спектроскопічний огляд зір, включаючи пошук бідних на метали зір в галактичному гало для дослідження структури нашої Галактики
- Співпраця з іншими інструментами в контексті багатоканальної астрономії

Також є надія, що великий обсяг отриманих даних призведе до додаткових випадкових відкриттів. Спостереження на початку введення в експлуатацію змогли спектроскопічно підтвердити новий метод ідентифікації квазарів на основі їхнього інфрачервоного кольору.

## Проблеми конструкції
Спочатку у телескопа була проблема з точністю позиціонування оптичних волокон, яка знижувала пропускну здатність, але це було виправлено шляхом додавання ще одного етапу калібрування:10–12.
Розташування телескопа лише за 115 км на північний захід від Пекіна:9 призводить до значного атмосферного і світлового забруднення. Продуктивність телескопа виявилась нижчою від запланованої, спостерігалося лише 120 ясних ночей на рік замість очікуваних 200.

## Релізи даних
Перший реліз даних LAMOST відбувся в червні 2013 року (DR1). Подальші релізи даних відбулися в 2014 (DR2), 2015 (DR3), 2016 (DR4), 2017 (DR5), 2018 (DR6), 2019 (DR7), 2020 (DR8).